# Monastyr Slatina

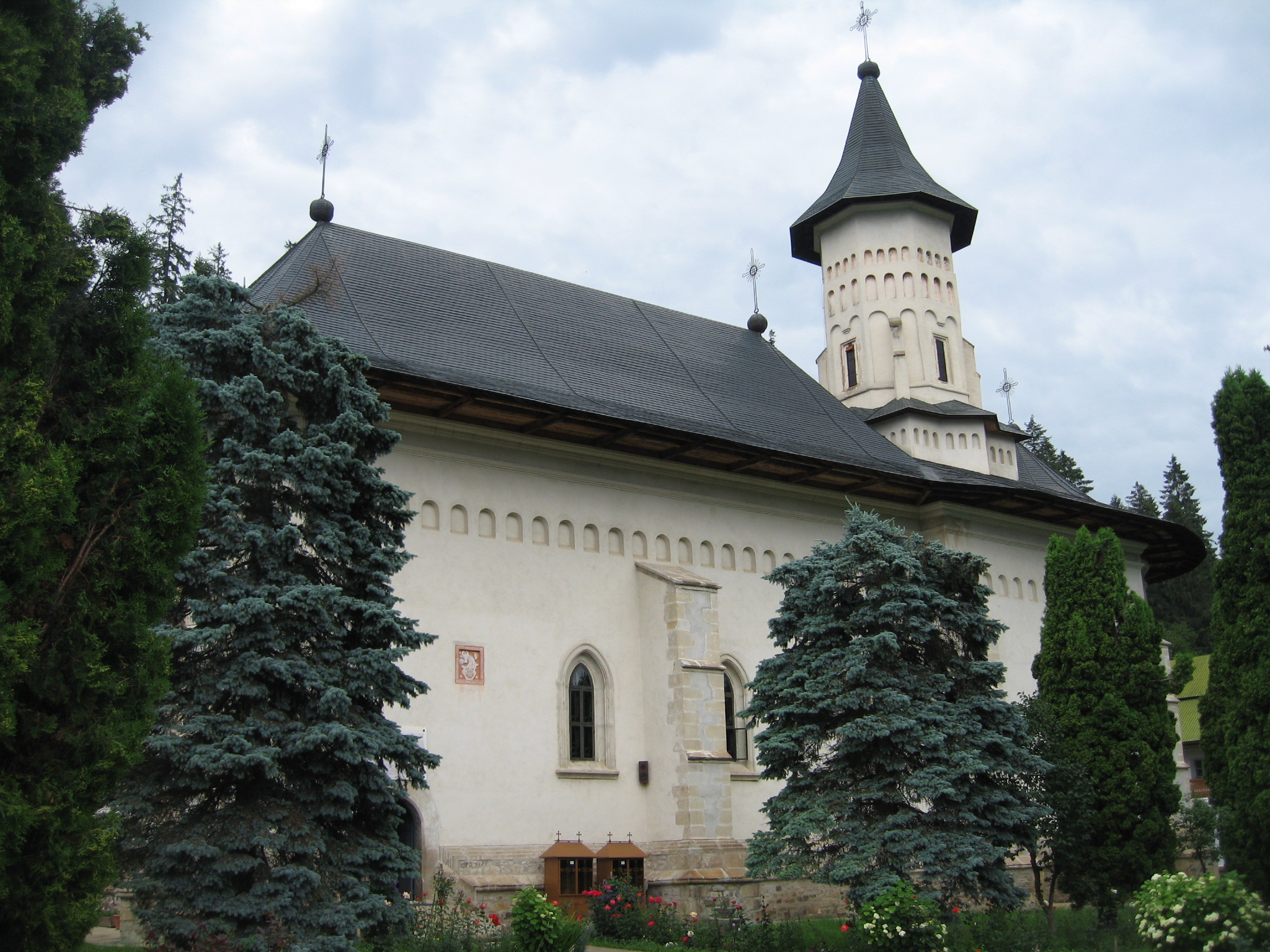
Cerkiew Przemienienia Pańskiego

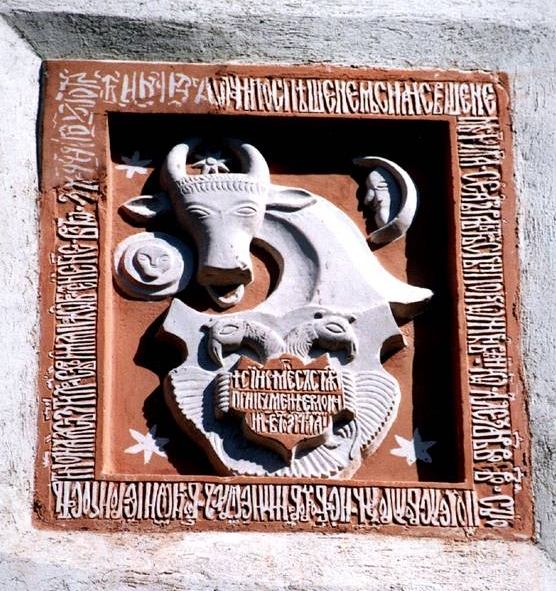
Herb Mołdawii na ścianie cerkwi

Monastyr Slatina – obronny monastyr z cerkwią pod wezwaniem Przemienienia Pańskiego znajdujący się we wsi Slatina, w północnej Rumunii. 
Został zbudowany w latach 1554–1558 z fundacji hospodara mołdawskiego Aleksandra Lăpușneanu. Był on przeznaczony na nekropolię jego rodziny (został tu pochowany sam fundator, jego żona oraz córka). 
Aleksander Lăpușneanu przykładał wielką wagę do swej fundacji, nawiązującej do tradycji swych wielkich przodków (Aleksandra Dobrego, Stefana Wielkiego czy Piotra Raresza). Jednocześnie pragnął, aby klasztor stał się ośrodkiem kultury (tak się faktycznie stało). Sam, przesiąknięty ideami odrodzenia, doglądał jego budowy, sprowadzał na jej potrzeby rzemieślników oraz marmur z Siedmiogrodu.
Centrum monastyru stanowi cerkiew Przemienienia Pańskiego konsekrowana w 1558. Zwieńczona wieżą, złożona z trzech pomieszczeń (nawy, przednawia i przedsionka), zbudowaną na planie nawiązującym do tradycyjnie stosowanego w mołdawskich cerkwiach planu trójkonchowego (jednak boczne apsydy nawy są ukryte z zewnątrz w płaskich, szerokich występach muru). Kamieniarka okien i drzwi przedstawia już wpływy renesansowe. Wnętrze cerkwi pokryte jest malowidłami. W większości pochodzą one z XIX w., gdy odnawiano budowlę. W XX w. odkryto jednak część oryginalnych fresków z 1560. Wśród nich cenny jest zwłaszcza obraz wotywny przedstawiający Aleksandra Lăpușneanu z rodziną.
W ramach murów obronnych monastyru powstała także druga, mniejsza cerkiew (obecnie muzeum), rezydencja hospodara oraz założono geometryczny ogród z fontanną.
W XIX w. doszło do pewnych zniekształceń pierwotnego założenia.
Ostatnie lata przeżył w monasterze metropolita Mołdawii Beniamin (Costachi), który też został tutaj pochowany (w 1886 szczątki ekshumowano i przeniesiono do soboru w Jassach.